# 金鍾基
金 鍾基（キム・ジョンギ、朝鮮語: 김종기、1941年1月18日 - 2017年11月28日）は、大韓民国の政治家。第10・11・12・13代韓国国会議員。 

## 経歴
啓聖高等学校卒。慶北大学校法政大学政治学科、成均館大学校貿易大学院、ソウル大学校経営大学最高経営者課程修了。
東亜政経社副社長、4・19、6・3汎青年闘委運営委員、3選改憲反対汎国民闘委青年分科委員を経て政界入りし、新民党政策委員・中央常任委員・慶北第8地区党委員長・第10代総選挙対策委員などを務めた後、1978年の第10代総選挙で新民党の公認で立候補して当選し国会議員となった。国会議員計4期を務めたほか、国会憲法改正特別委員、国会予決・財務・内務委員、民正党政策・中央委副議長、アジア・太平洋国会議員連合韓国代表、国会農林水産委員長、民自党党務委員、自由民主連合副総裁、大韓民国憲政会理事、大韓民国憲政会副会長を歴任した。
2017年11月28日、持病により77歳で死去した。